# Rainer Grote
Rainer Grote (* 18. September 1961 in Halle (Westf.)) ist ein deutscher Rechtswissenschaftler.

## Leben
Er studierte Rechtswissenschaft in Bielefeld, Genf und Göttingen. Nach dem LL.M.-Studium in Edinburgh, der Promotion 1994 und der  Habilitation 2002 ist er wissenschaftlicher Referent am Max-Planck-Institut fur auslandisches offentliches Recht und Volkerrecht in Heidelberg. Er ist außerplanmäßiger Professor an der Georg-August-Universität Göttingen.
Seine Forschungsschwerpunkte sind Verfassungsrecht, Rechtsvergleichung und Menschenrechtsschutz.

## Schriften (Auswahl)
- Das Regierungssystem der V. Französischen Republik. Verfassungstheorie und -praxis. Baden-Baden 1995, ISBN 3-7890-3601-3.
- mit Sabine Gleß und Günter Heine: Justitielle Einbindung und Kontrolle von Europol. Kurzvorstellung der Ergebnisse eines rechtsvergleichenden Gutachtens im Auftrag des Bundesministeriums der Justiz. Freiburg 2001, ISBN 3-86113-918-9.
- Demokratie- und Rechtsstaatsförderung in der Entwicklungszusammenarbeit. Einschätzungen aus den Empfängerländern in Afrika, Asien, Lateinamerika und Südosteuropa. Sankt Augustin 2009, ISBN 978-3-940955-49-4.
- Der Beitrag der Verfassungsgerichtsbarkeit zur Sicherung von Grundrechten, Demokratie und Entwicklung. Einschätzungen aus Afrika, Asien, Lateinamerika sowie Mittel-, Ost- und Südosteuropa. Sankt Augustin 2010, ISBN 978-3-941904-44-6.